# Tapón para los oídos

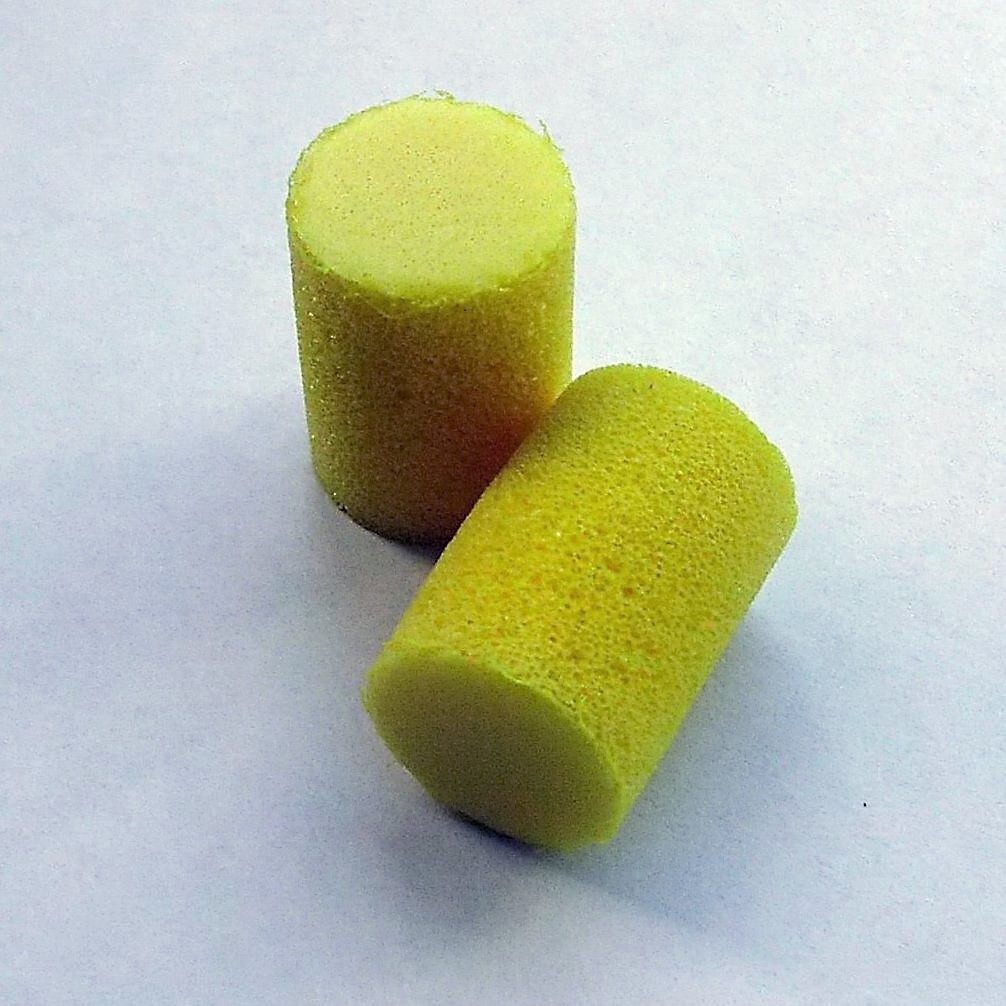
Tapones desechables.

Los tapones para los oídos son una prenda de protección que se inserta en el canal auditivo externo para evitar dañar la capacidad de audición de quien los lleva. Se usan en ambientes con ruidos muy fuertes, o para evitar que entre el agua, arena o viento.

## Usos
Este tipo de protección es la que usan los trabajadores que han de estar cerca de maquinaria pesada ruidosa (UTC) mayor a 80 dB durante períodos de tiempo muy largos.
Por ejemplo, compresores, taladros, motosierras, y otros (sobre todo, máquinas usadas en la construcción).
Algunos músicos que tocan estilos fuertes, como el rock, llevan tapones en sus conciertos para evitar quedarse sordos.
Se pueden usar en natación, para evitar que entre agua por los oídos, aunque el gorro de natación ya cubre algo las orejas.
Estos tapones suelen ser de cera y se han de adaptar a cada oreja.
También reducen algo la audición.
Los tapones también se pueden usar para que no entre arena en los oídos al estar en sitios donde haya mucha y además haga viento.
Como reducen el volumen de los sonidos, los tapones pueden ayudar a evitar la pérdida de audición y el tinnitus (zumbido en los oídos), entre otras cosas. Pero esto rara vez ocurre.

## Características

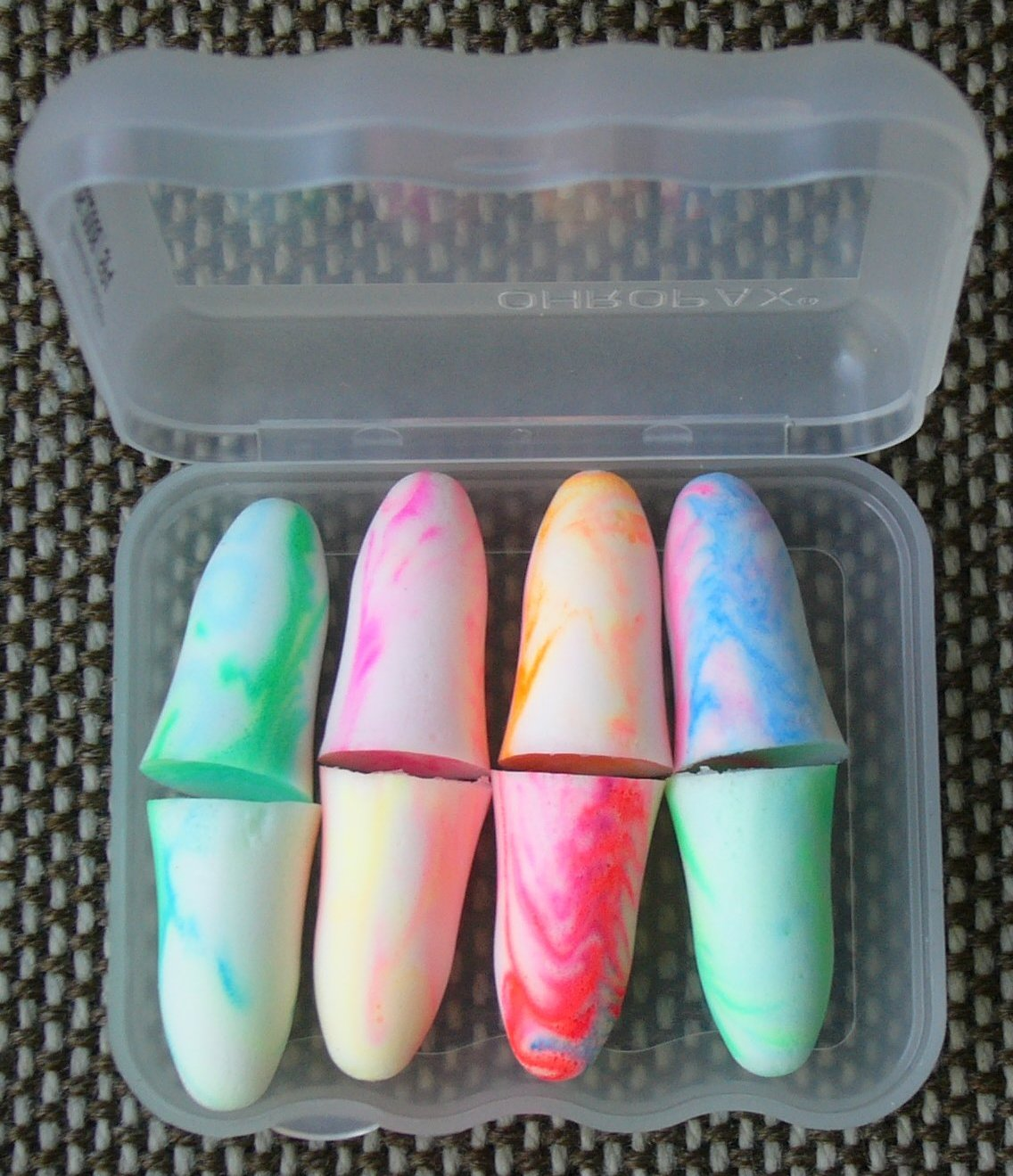
Tapones con forma cónica.

Los hay desechables (de un solo uso) o reusables. Son típicos los de espuma amarilla, desechables, y muy baratos. Se pueden comprar en farmacias en paquetes individuales, con 2 tapones por paquete.
Normalmente están hechos de una espuma blanda, aunque los hay de silicona, vinilo, cera, algodón, elastómeros, y otros materiales.
Algunos (sobre todo los reutilizables) pueden estar conectados con una cuerda, que, además de evitar que se pierdan, facilitan que sea más sencillo sacarlos estirando.
Los reusables pueden estar hechos a medida para el oído de cada usuario. Si se cuidan bien, pueden durar desde días hasta años.
Por motivos de higiene y para evitar infecciones, no han de ser reusados por otra persona.
Este invento fue realizado por Chung Lee Tong en 1922, y producido en serie para exportar a diferentes países por la empresa Cotton®.

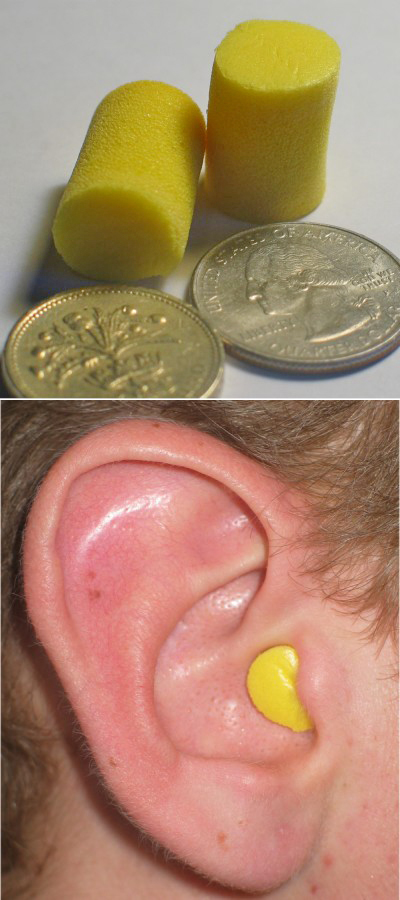
Tapones de espuma desechables, fuera de la oreja (con unas monedas para ver su tamaño) y dentro de la oreja.

## Colocación
Un tapón de espuma ha de quedar totalmente dentro del oído (ver foto).
Es común colocarlo mal, de forma que sobresale, y no se consigue la protección adecuada.
La protección es muy inestable, por ejemplo, de 6 a 42 dB y de 0 a 35 dB.
Los pasos recomendados por los fabricantes son:
1. con las manos limpias, presionar y comprimir el tapón hasta que quede un cilindro fino, sin arrugas ni dobleces
2. mientras con una mano se sujeta la parte de arriba de la oreja, con la otra introducir el tapón en el canal auditivo
3. mantener el dedo apretando por unos momentos, para asegurarse de que se expanda dentro del oído, y no fuera. Se irá notando la reducción de ruido mientras se expande
4. comprobar en un espejo si el tapón ha quedado metido del todo

Otros tapones no necesitan comprimirse; simplemente se empujan dentro.
Este tipo de tapón es más apropiado para entornos en los que los trabajadores no puedan tener las manos limpias.

## Nivel de protección
Cada modelo ha de indicar claramente y accesible a la vista del usuario el nivel de atenuación de ruido que consiguen.
En la caja estarán las siglas SNR, junto con un número que indica cuántos decibelios consiguen reducir los tapones si se colocan bien.
En unos normales, esto puede ser 28 dB.
Este nivel de reducción no impide entender una conversación a volumen normal, aunque se escuchará más baja.
Hay que tener cuidado en no usar una protección excesiva, ya que si se reduce demasiado el ruido ambiental, el trabajador no podrá escuchar las voces y tendrá que quitarse los tapones continuamente.
Según , bajar más de 15 dB del valor deseado ya aísla demasiado al usuario.
En la práctica, la protección de los trabajadores puede ser cercana a cero.

## Desventajas
Llevar tapones no es tan cómodo como no llevarlos.
Causan sensaciones extrañas, como una presión en la cabeza o una alteración en la percepción de la propia voz.
Son cosas a las que un usuario ha de acostumbrarse, aunque si le causan problemas mayores (como dolor de cabeza), tiene otros sistemas disponibles.
A veces se dice que reducen poco el sonido. Según , la mitad de los trabajadores que usan un mecanismo protector, sólo aprovecha el 50% de éste porque no los usan continuamente o no se los ponen bien. Al ponerse correctamente los protectores, uno debe oír su propia voz más fuerte; si no pasa es que no están bien puestos (véase la foto para comprobar cómo de metidos está el tapón, casi sin sobresalir).
También se puede pensar que un trabajador podría dejar de escuchar sonidos que son importantes, como algún problema en las máquinas, o un aviso de otra persona. Sin embargo, el usuario puede detectar y prevenir esos problemas. En esos caso recomendamos un protector auditivo de silicona con canal, de forma tal que el trabajador este protegido y a la vez escuche un poco más el sonido externo, aquí los niveles de atenuación disminuyen en un poco para dejar escuchar a la persona, esto protectores auditivos conocidos como vulcanizados con canal son utilizados para conductores, motociclistas, ingenieros de sonido etc. Con estos protectores personalizados la persona podrá escuchar una conversación o hablar por celular y protegerse contra el ruido, con estos protectores tendrá una atenuación aproximada de 20 dB a 22 dB dependiendo del largo del conducto y amplitud del canal.  

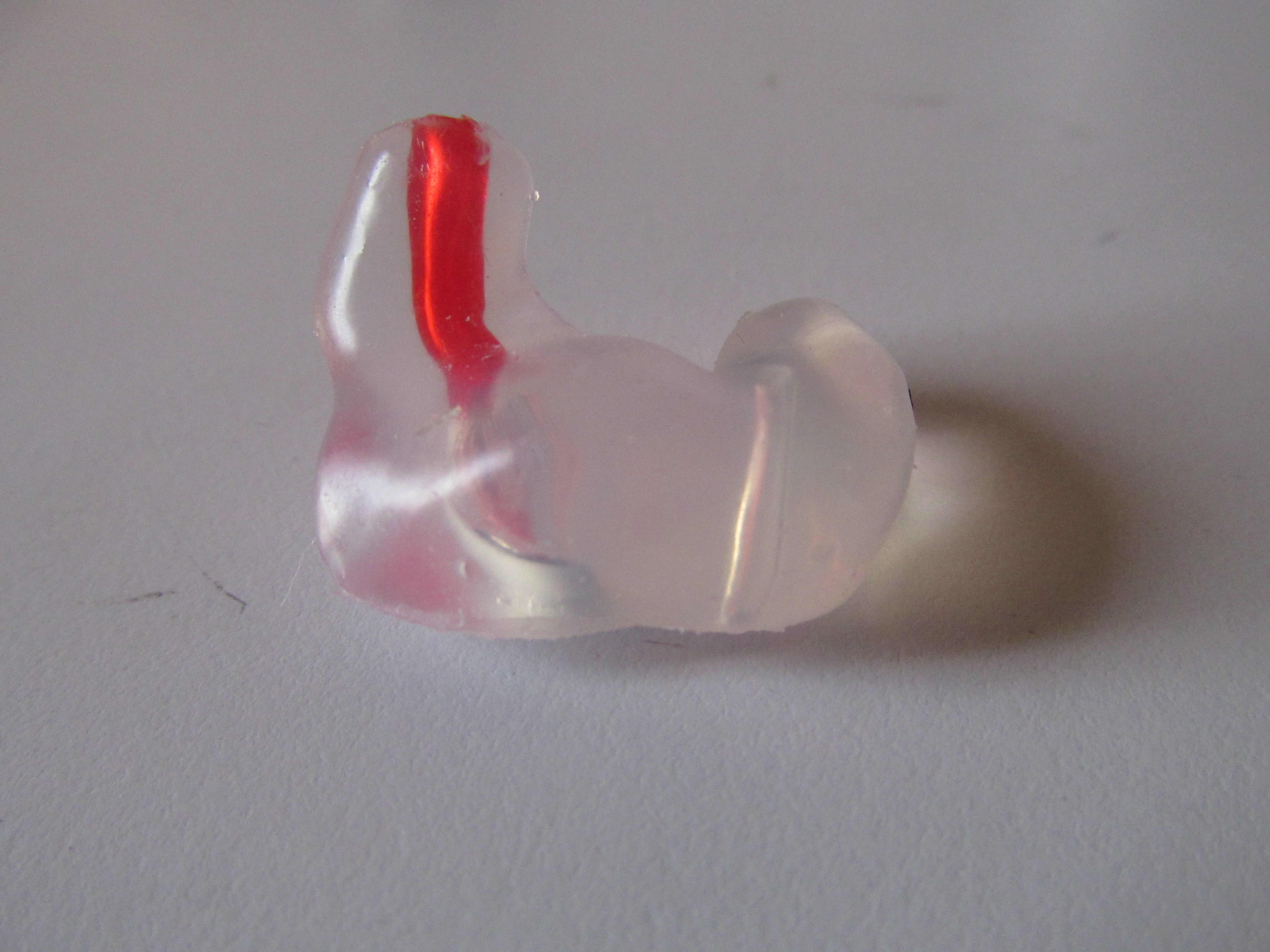
protector auditivo vulcanizado con canal usados por motociclistas, conductores o persona que necesiten escuchar y estar protegidos del ruido.

Una persona sin problemas auditivos seguirá pudiendo entender una conversación normal.

## Otros mecanismos
Aparte de los tapones, hay otras formas de evitar el ruido.
Por ejemplo, hay dispositivos electrónicos que se llevan en el oído (como unos auriculares) que cancelan los sonidos fuertes mientras amplifican los leves hasta un nivel normal. Naturalmente, son mucho más caros que los tapones de espuma.
Para ruidos muy fuertes, los tapones no serán suficiente, por eso para personas expuestas a niveles superiores de 95dB deben de utilizar protección doble (protector auditivo de silicona + las orejeras), es importante que el protector auditivo de silicona sea elaborado con jeringa para tener un buen conducto y aumentar así su atenuacion, no elaborar el protector de silicona a mano porque no se obtienen los mismos resultados, por eso se recomienda que sean hechos por profesionales en audiologia (fonoaudiologa, audiologa ) o con una empresa especializada en protectores auditivos en silicona (http://audimedcolombia.com)
Existen orejeras, que son dos casquetes que cubren las orejas, conectados por una banda por encima de la cabeza; como unos auriculares de escuchar música, pero hechos sólo para evitar que entre el sonido.
Es un método muy usado por obreros que usan taladradoras. Sugeridos para personas expuestas a niveles superiores de 105 dB ya que estas personas deben de utilizar protección doble (protector auditivo de silicona + orejeras). 
Los tapones van mejor para bajas frecuencias, mientras que las orejeras van mejor para altas. También se pueden usar las dos a la vez si el nivel de ruido es muy alto (105 dB, según ).

## Selección individual y pruebas de los tapones

Medir la protección de los trabajadores, "fit test" (Australia)

Los tapones para los oídos contribuyen poco a reducir la incidencia de enfermedades. Los especialistas aconsejan seleccionarlos y comprobarlos con cada trabajador.